# Cecil Price
Cecil Ray Price (Flora, 15 aprile 1938 – Jackson, 6 maggio 2001) è stato un funzionario statunitense, coinvolto nell'assassinio degli attivisti per i diritti civili del Mississippi.

## Biografia
Cecil Ray Price era il vicesceriffo della contea di Neshoba, in Mississippi, secondo solo allo sceriffo Lawrence Andrew Rainey; era inoltre membro dei "cavalieri bianchi" del Ku Klux Klan.

### L'omicidio degli attivisti per i diritti civili

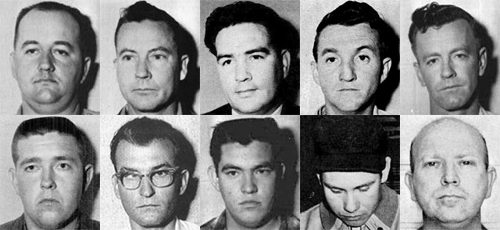
Alcuni del componenti della cospirazione; il vicesceriffo Cecil Ray Price è il primo in alto a sinistra

Il pomeriggio del 21 giugno 1964 Price fermò per eccesso di velocità una Ford station wagon sulla Highway 19, entro i confini della città di Philadelphia, in Mississippi. A bordo dell'automobile si trovavano tre giovani attivisti per i diritti civili: James Earl Chaney, Andrew Goodman e Michael Schwerner; i tre vennero arrestati e trattenuti nella prigione della contea e Price negò loro il diritto a telefonare, ordinando di rispondere, nel caso qualcuno li avesse cercati, che non si trovavano lì. Durante il pomeriggio Price si incontrò con altri membri del Ku Klux Klan, del quale anch'egli faceva parte, per elaborare i dettagli per il rilascio dei tre e per il loro omicidio.
Price rilasciò i tre ragazzi dopo il pagamento della multa per eccesso di velocità da parte di Chaney e li seguì con la sua auto di servizio; prima che superassero i confini della contea li fermò nuovamente ed ordinò loro di scendere dall'auto e di salire sulla sua, dirigendosi verso una zona isolata seguito da due automobili con a bordo i suoi complici. Giunti sul bordo di un canale Chaney venne picchiato e, al pari degli altri due ragazzi, ucciso da Alton Wayne Roberts. Una volta compiuti gli omicidi, Price rientrò in ufficio, mentre i cadaveri degli attivisti venivano sepolti nel terrapieno di una diga nel terreno di proprietà di Olen L. Burrage.
I corpi vennero rinvenuti il 4 agosto e l'agente dell'FBI Joseph Aloysius Sullivan, che sospettava un coinvolgimento di Price, lo invitò ad assisterne il recupero allo scopo di osservarne le reazioni. Successivamente lo stesso Price si incaricò di trasportare i corpi a Jackson, presso il centro medico dell'università del Mississippi per le autopsie.

### Il processo
Dopo la scoperta dei corpi lo Stato del Mississippi rifiutò di perseguire Price e gli altri sospettati per omicidio ma, il 15 gennaio 1965, Price, insieme ad altre 17 persone, venne incriminato per violazione dei diritti civili. Il 7 ottobre 1967, il processo venne aperto di fronte ad una Corte federale dove, il 21 ottobre, Price fu giudicato colpevole e condannato dal giudice Cox ad una pena di sei anni di carcere. Dopo avere scontato quattro anni e mezzo di reclusione nel penitenziario federale di Sandstone in Minnesota venne scarcerato e fece ritorno a Philadelphia dove svolse diversi lavori. Non fu mai accusato dell'omicidio dei tre ragazzi.

### La vita dopo il carcere
Dopo essere stato scarcerato Price rifiutò di parlare pubblicamente degli eventi intercorsi tra il 1964 ed il 1967 e, nel 1977, in un'intervista al New York Times dichiarò che gli piaceva guardare in televisione la serie Radici e, nello stesso articolo, affermò "dobbiamo accettare che questo è il modo in cui sono andate le cose e questo è tutto".
Price morì il 6 maggio 2001 a causa di un incidente sul lavoro, nello stesso ospedale di Jackson dove, trentasette anni prima, aveva trasportato i corpi dei tre attivisti per le autopsie. Al momento della sua morte il Procuratore dello Stato del Mississippi Mike Moore ed il Procuratore della contea di Neshoba Ken Turner stavano valutando di riaprire il caso di omicidio innanzi alla Corte dello Stato; Moore considerò la morte di Price dannosa per l'inchiesta, sostenendo "se fosse stato un imputato, sarebbe stato l'imputato principale; se fosse stato un testimone, sarebbe stato il nostro testimone migliore. In entrambi i casi, la morte è un tragico colpo al nostro caso".

## Cultura di massa
Cecil Ray Price ha ispirato la figura del vicesceriffo Clinton Pell nel film del 1988 Mississippi Burning - Le radici dell'odio, diretto da Alan Parker, dove il personaggio è interpretato dall'attore Brad Dourif.